# Strażnica KOP „Przerośl”
Strażnica KOP „Przerośl” – zasadnicza jednostka organizacyjna Korpusu Ochrony Pogranicza pełniąca służbę ochronną na granicy polsko-niemieckiej.

## Formowanie i zmiany organizacyjne
W 1927, w składzie 6 Półbrygady Ochrony Pogranicza, został sformowany 29 batalion odwodowy. W 1928 w skład batalionu wchodziło 7 strażnic. W latach 1928–1938 w strukturze organizacyjnej kompanii granicznej KOP „Filipów” funkcjonowała strażnica KOP „Przerośl”. Strażnica liczyła około 18 żołnierzy i rozmieszczona była przy linii granicznej z zadaniem bezpośredniej ochrony granicy państwowej.
W 1932 obsada strażnicy zakwaterowana była w budynku KOP. Strażnicę z macierzystą kompanią łączył trakt długości 11 km i droga polna długości 2 km.

## Służba graniczna
Podstawową jednostką taktyczną Korpusu Ochrony Pogranicza przeznaczoną do pełnienia służby ochronnej był batalion graniczny. Odcinek batalionu dzielił się na pododcinki kompanii, a te z kolei na pododcinki strażnic, które były „zasadniczymi jednostkami pełniącymi służbę ochronną”, w sile półplutonu. Służba ochronna pełniona była systemem zmiennym, polegającym na stałym patrolowaniu strefy nadgranicznej, wystawianiu posterunków alarmowych, obserwacyjnych i kontrolnych stałych, patrolowaniu i organizowaniu zasadzek w miejscach rozpoznanych jako niebezpieczne, kontrolowaniu dokumentów i zatrzymywaniu osób podejrzanych, a także utrzymywaniu ścisłej łączności między oddziałami i władzami administracyjnymi.
Strażnica KOP „Przerośl” w 1932 ochraniała pododcinek granicy państwowej szerokości 10 kilometrów od słupa granicznego nr 263 do 278, a w 1938 pododcinek szerokości 9 kilometrów 890 metrów od słupa granicznego nr 264 do 278.
Sąsiednie strażnice:
- strażnica KOP „Czarne” ⇔ strażnica KOP „Prawy Las” – 1928[2], 1929[3], 1932[4], 1934[5], i 1938[6].

## Dowódcy strażnicy
- plut. Stanisław Kumorek (1928)[8],
- plut. Józef Porwał (1929),
- kpr. zaw. Antoni Żukowski (III 1930)[9][8],
- plut. Stanisław Jaroś (od V 1931),
- kpr. Leon Głowacki (p.o. w VIII 1933),
- kpr. Wiktor Danielkiewicz (od X 1934 do IV 1935),
- plut. Aleksander Dziedziak (od IV do 31 X 1935),
- sierż. Jan Kozłowski (od X 1935 do X 1936),
- plut. Stanisław Elszyn (od 6 X 1936 do 10 II 1937),
- plut. Michał Duczmal (od 10 II 1937 do VIII 1937),
- plut. Leon Jańczak (od 1 X 1937 do 10 VII 1938),
- plut. Jan Zawada (od VII 1938 do 10 II 1939).